# Укрштене речи (ТВ филм)
„Укрштене речи” је југословенски ТВ филм из 1976. године. Режирао га је Љубомир Драшкић а сценарио је написао Александар Тишма.

## Улоге
| Глумац                     | Улога |
| -------------------------- | ----- |
| Маја Чучковић              |       |
| Петар Краљ                 |       |
| Властимир Ђуза Стојиљковић |       |